# Alan Greene
Alan Greene (29 agosto 1911 – 12 marzo 2001) è stato un tuffatore statunitense.

## Carriera
Ha rappresentato gli Stati Uniti d'America ai Giochi olimpici di Berlino 1936, vincendo una medaglia di bronzo.

## Palmarès
- Giochi olimpici

Berlino 1936: bronzo nel trampolino 3 m.